# Solon (Iowa)
Solon est une ville du comté de Johnson, dans l’État de l’Iowa. Lors du recensement de 2010, sa population s’élevait à 2 037 habitants. Sa superficie totale est de 3,60 km2.

## Patrimoine
- Église Saints-Pierre-et-Paul (catholique), édifice néo-roman construit en 1916-1917, monument protégé

## Source
- (en) Cet article est partiellement ou en totalité issu de l’article de Wikipédia en anglais intitulé « Solon, Iowa » (voir la liste des auteurs).